# Michális Koukoulákis
Michális Koukoulákis (en grec : Μιχάλης Κουκουλάκης, né le 25 juin 1975 à Héraklion) est un arbitre grec de football, international depuis 2008.